# Alfaro (Espagne)
Pour les articles homonymes, voir Alfaro.
Alfaro est une ville de la communauté autonome de la Rioja dans le Nord de l'Espagne. Elle fait partie de la comarque d'Alfaro.
Alfaro est réputée pour accueillir chaque année, de décembre à août, la plus grande colonie de cigognes blanches au monde. Des centaines d'oiseaux viennent nicher et se reproduire dans cette ville, notamment sur l'église San Miguel.

## Démographie
| 1900  | 1910  | 1920  | 1930  | 1940  | 1950  | 1960  | 1970  | 1981  |
| ----- | ----- | ----- | ----- | ----- | ----- | ----- | ----- | ----- |
| 5 955 | 5 988 | 6 936 | 7 889 | 8 343 | 8 097 | 8 511 | 8 529 | 8 774 |

| 1991  | 2001  | 2011  | - | - | - | - | - | - |
| ----- | ----- | ----- | - | - | - | - | - | - |
| 9 315 | 9 137 | 9 843 | - | - | - | - | - | - |

## Administration

### Conseil municipal
La ville de Aguilar del Río Alhama comptait 9 476 habitants aux élections municipales du 26 mai 2019. Son conseil municipal (en espagnol : Pleno del Ayuntamiento) se compose donc de 13 élus.
| Parti | Parti                                    | Voix  | %       | Élus   |
| ----- | ---------------------------------------- | ----- | ------- | ------ |
|       | Parti socialiste ouvrier espagnol (PSOE) | 2 131 | 45,27 % | 6 / 13 |
|       | Parti populaire (PP)                     | 2 049 | 43,53 % | 6 / 13 |
|       | Izquierda Unida (IU)                     | 338   | 7,18 %  | 1 / 13 |
|       | Podemos-Equo                             | 125   | 2,66 %  | 0 / 13 |
|       | Partido Riojano (PR+)                    | 64    | 1,36 %  | 0 / 13 |

### Liste des maires
| Mandat    | Maire | Maire                             | Parti |
| --------- | ----- | --------------------------------- | ----- |
| 1979-1983 |       | Antonio Rodríguez Basulto         | PSOE  |
| 1983-1987 |       | Julián Jiménez Velilla            | PSOE  |
| 1987-1991 |       | Julián Jiménez Velilla            | PSOE  |
| 1991-1995 |       | Julián Jiménez Velilla            | PSOE  |
| 1995-1999 |       | Clemente Bea Segura               | PP    |
| 1999-2003 |       | María Concepción Iribar Fernández | PP    |
| 2003-2007 |       | Tomás Martínez                    | PSOE  |
| 2007-2011 |       | Tomás Martínez                    | PSOE  |
| 2011-2015 |       | María Yolanda Preciado Moreno     | PP    |
| 2015-2019 |       | María Yolanda Preciado Moreno     | PP    |
| 2019-2023 |       | Julián Jiménez Velilla            | PSOE  |

## Sport
- Football: CD Alfaro

## Jumelages
Aureilhan (France)